# Ilópolis
Ilópolis é um município brasileiro do estado do Rio Grande do Sul na região do Vale do Taquari.

## História
Antes da chegada dos imigrantes italianos onde hoje é Ilópolis, já existiam moradores assentados em áreas de terra conhecida como ”Posse”. Existiam três grandes famílias que concentravam em suas mãos a maior parte das terras do atual Município de Ilópolis: a Posse Gomes, de propriedade de Pedro Venâncio Gomes, a Posse Melo de Manuel Joaquim de Melo e a Posse Maia de Thomaz de Almeida Maia.
Leopoldo Spezia, nascido na Itália, em 14 de setembro de 1879, foi o primeiro imigrante italiano a chegar a Ilópolis, quando ainda era conhecido como Serra da Figueira. Casado com a Sra. Izabel Dorigoni, viveu em Ilópolis até 1937, ano de seu falecimento. Dona Izabel foi quem plantou o Eucalipto na Praça Itália. Após Leopoldo Spezia, foram chegando mais imigrantes italianos, fortalecendo os laços e as raízes da cultura italiana no solo gaúcho e brasileiro, representantes das famílias Bozzetto, Tomasini e Lunardelli.
A cultura e a tradição italiana foram aos poucos sendo afirmadas nos processos e nas relações humanas e sociais, permanecendo forte e presente até a atualidade, podendo ser encontrada em elementos da arquitetura, da culinária, da moda, da linguagem, dos hábitos e valores culturais dos moradores de Ilópolis/RS.
Alguns atrativos turísticos resgatam a cultura do povo italiano e gaúcho, tais como o Museu do Pão, o Processo Histórico da Erva-Mate, a arquitetura Típica Italiana, a gastronomia, os jogos, os serões e filós, entre outros elementos materiais e imateriais da cultura e da tradição Italiana. Atrativos Turísticos Naturais também são um privilégio de Ilópolis.

## Geografia
O Município de Ilópolis está localizado na encosta superior nordeste do planalto meridional, nas bordaduras da serra geral, na região alta do vale do Taquari. Limitando-se com os municípios de Arvorezinha, Anta Gorda e Putinga.

## Turismo
Pontos turísticos da cidade:
- Museu do Pão
- Parque do Ibama
- Lago Verde
- Cascata da Baleia
- Turismate ( a cada 2 anos )